# Nederlands kampioenschap badminton 2007
Het Nederlands kampioenschap badminton 2007 vond plaats van 2 februari tot en met 4 februari 2006 in Sporthal De Maaspoort te 's-Hertogenbosch. 

## Heren enkelspel

#### Geplaatste spelers
| rang | speler                   |
| ---- | ------------------------ |
| 1    | Dicky Palyama            |
| 2    | Eric Pang                |
| 3    | Rune Massing             |
| 4    | Koen Ridder              |
| 5    | Dennis van Daalen De Jel |
| 6    | Tim Vaessen              |

#### Eerste ronde
| Dicky Palyama               | - | Bye                   |                     |
| Rolf Oostenbrink            | - | Dennis van Zijderveld | 7-21, 10-21         |
| Robert Kwee                 | - | Bye                   |                     |
| Bouke van Bergen Bravenboer | - | Lester Oey            | 12-21, 8-21         |
| Koen Ridder                 | - | Bye                   |                     |
| Leon Nottelman              | - | Lars Sijben           | 19-21, 21-16, 17-21 |
| Dennis van Daalen de Jel    | - | Bye                   |                     |
| Marcel Hazebroek            | - | Saber Afif            | 21-18, 21-18        |
| Jelle de Keijzer            | - | Quintus Thies         | 11-21, 14-21        |
| Bye                         | - | Tim Vaesen            |                     |
| Jochem Hilberink            | - | Rolf Monteiro         | 21-15, 21-18        |
| Bye                         | - | Rune Massing          |                     |
| Gerben Bruijstens           | - | Richard den Blanken   | 21-17, 21-17        |
| Bye                         | - | Joost Kool            |                     |
| Ralph Starren               | - | Dave Khodabux         | 21-17, 21-12        |
| Bye                         | - | Eric Pang             |                     |

#### Tweede ronde
| Dicky Palyama            | - | Dennis van Zijderveld | 4-2 opgave          |
| Robert Kwee              | - | Lester Oey            | 14-21, 21-19, 22-20 |
| Koen Ridder              | - | Lars Sijben           | 21-12, 21-9         |
| Dennis van Daalen De Jel | - | Marcel Hazebroek      | 13-21, 21-11, 21-14 |
| Quintus Thies            | - | Tim Vaessen           | 14-21, 11-21        |
| Jochem Hilberink         | - | Rune Massing          | 14-21, 19-21        |
| Gerben Bruijstens        | - | Joost Kool            | 21-16, 21-15        |
| Ralp Starren             | - | Eric Pang             | 20-22, 7-21         |

#### Kwartfinale
| Dicky Palyama     | - | Robert Kwee              | 21-17, 21-19       |
| Koen Ridder       | - | Dennis van Daalen De Jel | 21-18, 9-21, 21-15 |
| Tim Vaessen       | - | Rune Massing             | 13-21, 12-21       |
| Gerben Bruijstens | - | Eric Pang                | 18-21, 20-22       |

#### Halve finale
| Dicky Palyama | - | Koen Ridder | 21-13, 21-12 |
| Rune Massing  | - | Eric Pang   | 11-21, 11-21 |

#### Finale
| Dicky Palyama | - | Eric Pang | 21-13, 21-17 |